# Campionati mondiali di sci alpino 1997
I Campionati mondiali di sci alpino 1997, 34ª edizione della manifestazione organizzata dalla Federazione Internazionale Sci, si svolsero in Italia, a Sestriere, dal 3 al 15 febbraio. Il programma incluse gare di discesa libera, supergigante, slalom gigante, slalom speciale e combinata, sia maschili sia femminili.

## Impianti
Le gare si disputarono sulle piste Kandahar Banchetta, Kandahar Slalom e Sises.

### Mascotte
Annifant è stata la mascotte dell'evento sportivo. Disegnata dallo studio In Testa, celebrava l'ipotetico passaggio di Annibale con i suoi elefanti nella Val di Susa.

## Risultati

### Uomini

#### Discesa libera
| Pos. | Atleta              | Nazione  | Tempo   |
| ---- | ------------------- | -------- | ------- |
| 1    | Bruno Kernen        | Svizzera | 1:51,11 |
| 2    | Lasse Kjus          | Norvegia | 1:51,18 |
| 3    | Kristian Ghedina    | Italia   | 1:51,46 |
| 4    | Fritz Strobl        | Austria  | 1:51,47 |
| 5    | Andreas Schifferer  | Austria  | 1:51,89 |
| 6    | Franco Cavegn       | Svizzera | 1:52,02 |
| 7    | Pietro Vitalini     | Italia   | 1:52,04 |
| 8    | Patrick Ortlieb     | Austria  | 1:52,25 |
| 9    | Kjetil André Aamodt | Norvegia | 1:52,28 |
| 10   | Ed Podivinsky       | Canada   | 1:52,41 |

Data: 8 febbraio

Pista: Kandahar Banchetta

Partenza: 2 800 m s.l.m.

Arrivo: 1 886 m s.l.m.

Lunghezza: 3 299 m

Dislivello: 914 m

Ore: 13.00 (UTC+1)

Porte: 40

Tracciatore: Sepp Messner (FIS)

#### Supergigante
| Pos. | Atleta              | Nazione  | Tempo   |
| ---- | ------------------- | -------- | ------- |
| 1    | Atle Skårdal        | Norvegia | 1:29,68 |
| 2    | Lasse Kjus          | Norvegia | 1:29,89 |
| 3    | Günther Mader       | Austria  | 1:30,01 |
| 4    | Hans Knauß          | Austria  | 1:30,07 |
| 5    | Josef Strobl        | Austria  | 1:30,19 |
| 6    | Luca Cattaneo       | Italia   | 1:30,29 |
| 7    | Kristian Ghedina    | Italia   | 1:30,32 |
| 8    | Kjetil André Aamodt | Norvegia | 1:30,38 |
| 9    | Peter Runggaldier   | Italia   | 1:30,41 |
| 10   | Christian Mayer     | Austria  | 1:30,77 |

Data: 3 febbraio

Pista: Kandahar Banchetta

Partenza: 2 536 m s.l.m.

Arrivo: 1 886 m s.l.m.

Lunghezza: 2 325 m

Dislivello: 650 m

Ore: 13.00 (UTC+1)

Porte: 45

Tracciatore: Kurt Engstler (Austria)

#### Slalom gigante
| Pos. | Atleta               | Nazione  | Tempo   |
| ---- | -------------------- | -------- | ------- |
| 1    | Michael von Grünigen | Svizzera | 2:48,23 |
| 2    | Lasse Kjus           | Norvegia | 2:49,35 |
| 3    | Andreas Schifferer   | Austria  | 2:49,68 |
| 4    | Steve Locher         | Svizzera | 2:49,71 |
| 5    | Paul Accola          | Svizzera | 2:50,14 |
| 6    | Kjetil André Aamodt  | Norvegia | 2:50,17 |
| 7    | Hans Knauß           | Austria  | 2:50,22 |
| 8    | Thomas Grandi        | Canada   | 2:50,82 |
| 9    | Rainer Salzgeber     | Austria  | 2:50,98 |
| 10   | Fredrik Nyberg       | Svezia   | 2:51,25 |

Data: 12 febbraio

Pista: Sises

Partenza: 2 480 m s.l.m.

Arrivo: 2 030 m s.l.m.

Dislivello: 450 m

1ª manche:

Ore: 10.00 (UTC+1)

Porte: 61

Tracciatore: 

2ª manche:

Ore: 13.00 (UTC+1)

Porte: 60

Tracciatore: 

#### Slalom speciale
| Pos. | Atleta                | Nazione  | Tempo   |
| ---- | --------------------- | -------- | ------- |
| 1    | Tom Stiansen          | Norvegia | 1:51,70 |
| 2    | Sébastien Amiez       | Francia  | 1:51,75 |
| 3    | Alberto Tomba         | Italia   | 1:52,14 |
| 4    | Ole Kristian Furuseth | Norvegia | 1:52,34 |
| 5    | Siegfried Voglreiter  | Austria  | 1:52,65 |
| 6    | Thomas Stangassinger  | Austria  | 1:53,02 |
| 7    | Michael von Grünigen  | Svizzera | 1:53,06 |
| 8    | François Simond       | Francia  | 1:53,09 |
| 9    | Thomas Sykora         | Austria  | 1:53,30 |
| 10   | Yves Dimier           | Francia  | 1:53,36 |
| 10   | Rene Mlekuž           | Slovenia | 1:53,36 |

Data: 15 febbraio

Pista: Kandahar Slalom

Partenza: 2 240 m s.l.m.

Arrivo: 2 030 m s.l.m.

Dislivello: 210 m

1ª manche:

Ore: 18.00 (UTC+1)

Porte: 67

Tracciatore: 

2ª manche:

Ore: 21.00 (UTC+1)

Porte: 71

Tracciatore: 

#### Combinata
| Pos. | Atleta                         | Nazione  | Tempo   |
| ---- | ------------------------------ | -------- | ------- |
| 1    | Kjetil André Aamodt            | Norvegia | 3:10,40 |
| 2    | Bruno Kernen                   | Svizzera | 3:10,68 |
| 3    | Mario Reiter                   | Austria  | 3:11,69 |
| 4    | Christian Mayer                | Austria  | 3:11,80 |
| 5    | Lasse Kjus                     | Norvegia | 3:12,12 |
| 6    | Paul Accola                    | Svizzera | 3:13,64 |
| 7    | Harald Christian Strand Nilsen | Norvegia | 3:14,06 |
| 8    | Finn Christian Jagge           | Norvegia | 3:14,22 |
| 9    | Yves Dimier                    | Francia  | 3:15,20 |
| 10   | Jernej Koblar                  | Slovenia | 3:16,30 |

Data: 6 febbraio

Discesa libera

Ore: 12.00 (UTC+1)

Pista: Kandahar Banchetta

Partenza: 2 686 m s.l.m.

Arrivo: 1 886 m s.l.m.

Lunghezza: 2 965 m

Dislivello: 800 m

Porte: 33

Tracciatore: Sepp Messner (FIS)

Slalom speciale

Pista: Kandahar Slalom

Partenza: 2 210 m s.l.m.

Arrivo: 2 030 m s.l.m.

Dislivello: 180 m

1ª manche:

Ore: 18.00 (UTC+1)

Porte: 58

Tracciatore: Louis Monney (Svizzera)

2ª manche:

Ore: 21.00 (UTC+1)

Porte: 55

Tracciatore: Biagio Montagnoli (Italia)

### Donne

#### Discesa libera
| Pos. | Atleta             | Nazione     | Tempo   |
| ---- | ------------------ | ----------- | ------- |
| 1    | Hilary Lindh       | Stati Uniti | 1:41,18 |
| 2    | Heidi Zurbriggen   | Svizzera    | 1:41,24 |
| 3    | Pernilla Wiberg    | Svezia      | 1:41,44 |
| 4    | Isolde Kostner     | Italia      | 1:41,59 |
| 5    | Katja Seizinger    | Germania    | 1:41,75 |
| 6    | Varvara Zelenskaja | Russia      | 1:42,07 |
| 7    | Carole Montillet   | Francia     | 1:42,08 |
| 8    | Renate Götschl     | Austria     | 1:42,29 |
| 9    | Katrin Gutensohn   | Germania    | 1:42,76 |
| 10   | Barbara Merlin     | Italia      | 1:42,83 |

Data: 15 febbraio

Pista: Kandahar Banchetta

Partenza: 2 686 m s.l.m.

Arrivo: 1 886 m s.l.m.

Lunghezza: 2 965 m

Dislivello: 800 m

Ore: 10.30 (UTC+1)

Porte: 33

Tracciatore: Jan Tischhauser (FIS)

#### Supergigante
| Pos. | Atleta               | Nazione  | Tempo   |
| ---- | -------------------- | -------- | ------- |
| 1    | Isolde Kostner       | Italia   | 1:23,50 |
| 2    | Katja Seizinger      | Germania | 1:23,58 |
| 3    | Hilde Gerg           | Germania | 1:23,64 |
| 4    | Carole Montillet     | Francia  | 1:23,98 |
| 5    | Katrin Gutensohn     | Germania | 1:24,00 |
| 6    | Renate Götschl       | Austria  | 1:24,24 |
| 7    | Pernilla Wiberg      | Svezia   | 1:24,47 |
| 8    | Michaela Dorfmeister | Austria  | 1:24,53 |
| 9    | Barbara Merlin       | Italia   | 1:24,74 |
| 10   | Varvara Zelenskaja   | Russia   | 1:25,08 |

Data: 11 febbraio

Pista: Kandahar Banchetta

Partenza: 

Arrivo: 

Lunghezza: 2 081 m

Dislivello: 550 m

Ore: 13.00 (UTC+1)

Porte: 33

Tracciatore: Stephan Kurz (Germania)

#### Slalom gigante
| Pos. | Atleta             | Nazione  | Tempo   |
| ---- | ------------------ | -------- | ------- |
| 1    | Deborah Compagnoni | Italia   | 2:39,19 |
| 2    | Karin Roten        | Svizzera | 2:39,99 |
| 3    | Leïla Piccard      | Francia  | 2:40,95 |
| 4    | Anita Wachter      | Austria  | 2:41,10 |
| 5    | Katja Seizinger    | Germania | 2:41,25 |
| 6    | Pernilla Wiberg    | Svezia   | 2:41,34 |
| 7    | Isolde Kostner     | Italia   | 2:41,61 |
| 8    | Sonja Nef          | Svizzera | 2:41,64 |
| 9    | María José Rienda  | Spagna   | 2:41,85 |
| 10   | Andrine Flemmen    | Norvegia | 2:41,90 |

Data: 9 febbraio

Pista: Sises

Partenza: 2 430 m s.l.m.

Arrivo: 2 030 m s.l.m.

Dislivello: 400 m

1ª manche:

Ore: 10.00 (UTC+1)

Porte: 58

Tracciatore: Thierry Meynet (Svizzera)

2ª manche:

Ore: 13.00 (UTC+1)

Porte: 57

Tracciatore: Sepp Hanser (Austria)

#### Slalom speciale
| Pos. | Atleta               | Nazione  | Tempo   |
| ---- | -------------------- | -------- | ------- |
| 1    | Deborah Compagnoni   | Italia   | 1:43,88 |
| 2    | Lara Magoni          | Italia   | 1:45,15 |
| 3    | Karin Roten          | Svizzera | 1:45,48 |
| 4    | Patricia Chauvet     | Francia  | 1:45,70 |
| 5    | Elfi Eder            | Austria  | 1:45,98 |
| 6    | Hilde Gerg           | Germania | 1:46,09 |
| 7    | Morena Gallizio      | Italia   | 1:46,10 |
| 8    | Trine Bakke          | Norvegia | 1:46,14 |
| 9    | Elisabetta Biavaschi | Italia   | 1:46,21 |
| 10   | Ingrid Salvenmoser   | Austria  | 1:46,51 |

Data: 5 febbraio

Pista: Kandahar Slalom

Partenza: 2 210 m s.l.m.

Arrivo: 2 030 m s.l.m.

Dislivello: 180 m

1ª manche:

Ore: 18.00 (UTC+1)

Porte: 65

Tracciatore: Erik Skaslien (Norvegia)

2ª manche:

Ore: 21.00 (UTC+1)

Porte: 62

Tracciatore: Mats Hansson (Svezia)

#### Combinata
| Pos. | Atleta           | Nazione  | Tempo   |
| ---- | ---------------- | -------- | ------- |
| 1    | Renate Götschl   | Austria  | 3:03,38 |
| 2    | Katja Seizinger  | Germania | 3:03,42 |
| 3    | Hilde Gerg       | Germania | 3:03,46 |
| 4    | Morena Gallizio  | Italia   | 3:03,68 |
| 5    | Marlies Oester   | Svizzera | 3:03,73 |
| 6    | Florence Masnada | Francia  | 3:03,92 |
| 7    | Miriam Vogt      | Germania | 3:04,69 |
| 8    | Catherine Borghi | Svizzera | 3:06,15 |
| 9    | Sibylle Brauner  | Germania | 3:06,22 |
| 10   | Anita Wachter    | Austria  | 3:07,14 |

Data: 15 febbraio

Discesa libera

Ore: 13.00 (UTC+1)

Pista: Kandahar Banchetta

Partenza: 2 536 m s.l.m.

Arrivo: 1 886 m s.l.m.

Lunghezza: 2 560 m

Dislivello: 650 m

Porte: 30

Tracciatore: Jan Tischhauser (FIS)

Slalom speciale

Pista: Kandahar Slalom

Partenza: 2 270 m s.l.m.

Arrivo: 2 130 m s.l.m.

Dislivello: 140 m

1ª manche:

Ore: 18.00 (UTC+1)

Porte: 53

Tracciatore: Adret Maurice (Francia)

2ª manche:

Ore: 21.00 (UTC+1)

Porte: 53

Tracciatore: Karl Leiter (Italia)

## Medagliere per nazioni
| Pos. | Nazione     | Oro | Argento | Bronzo | Totale |
| ---- | ----------- | --- | ------- | ------ | ------ |
| 1    | Norvegia    | 3   | 3       | 0      | 6      |
| 2    | Italia      | 3   | 1       | 2      | 6      |
| 3    | Svizzera    | 2   | 3       | 1      | 6      |
| 4    | Austria     | 1   | 0       | 3      | 4      |
| 5    | Stati Uniti | 1   | 0       | 0      | 1      |
| 6    | Germania    | 0   | 2       | 2      | 4      |
| 7    | Francia     | 0   | 1       | 1      | 2      |
| 8    | Svezia      | 0   | 0       | 1      | 1      |